# 道德站 (日本)
道德站（日语：／ Dōtoku eki */?）是一個位於日本愛知縣名古屋市南區豐田1丁目，屬於名古屋鐵道常滑線的鐵路車站。車站編號為TA02。

## 車站構造
可停靠6節編組對向式月台2面2線的高架車站，由於設有車站集中管理系統（管理站為神宮前站）成為無配置站務人員的車站。只限普通列車停靠。
| 月台 | 路線   | 方向 | 目的地                       |
| ---- | ------ | ---- | ---------------------------- |
| 1    | 常滑線 | 下行 | 中部國際機場、河和、內海方向 |
| 2    | 常滑線 | 上行 | 金山、名鐵名古屋方向         |

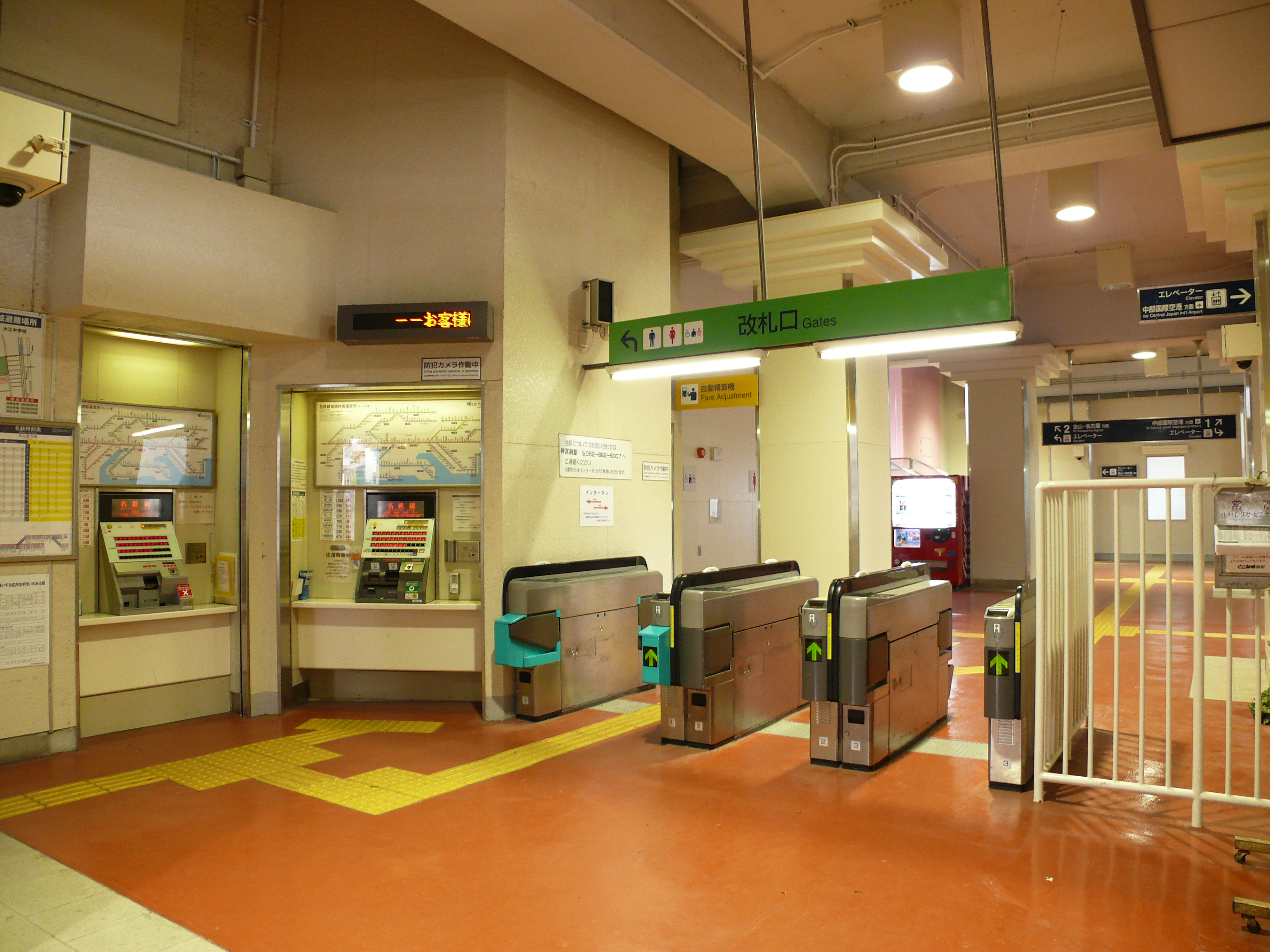
閘口（2007年5月）
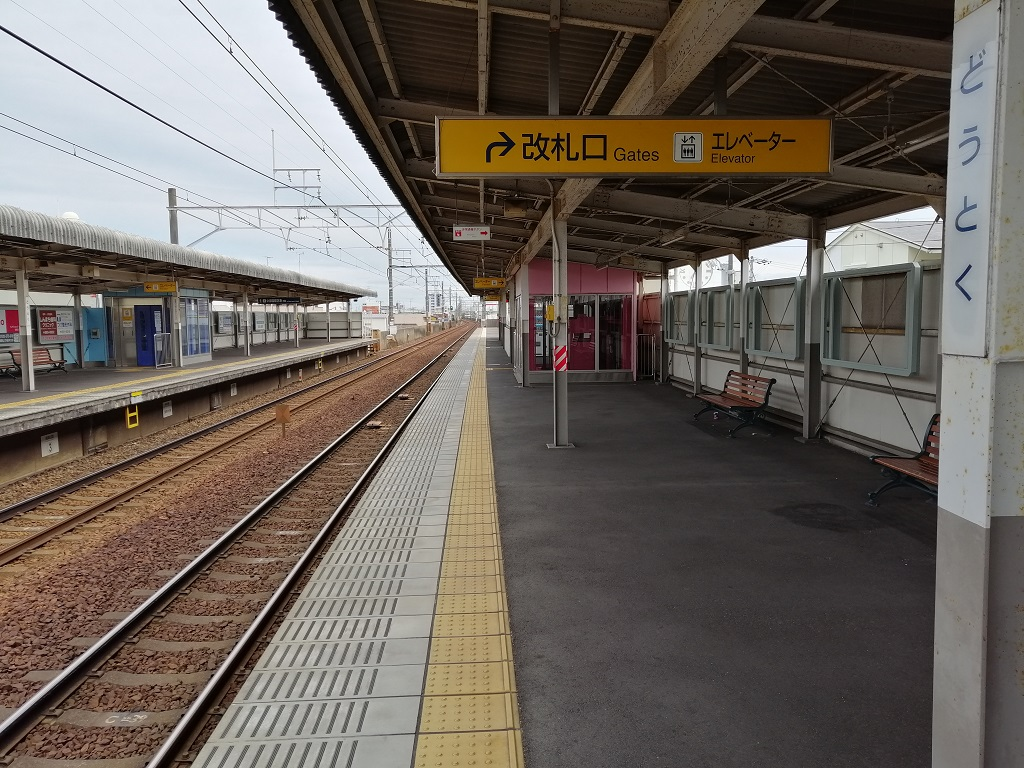
月台
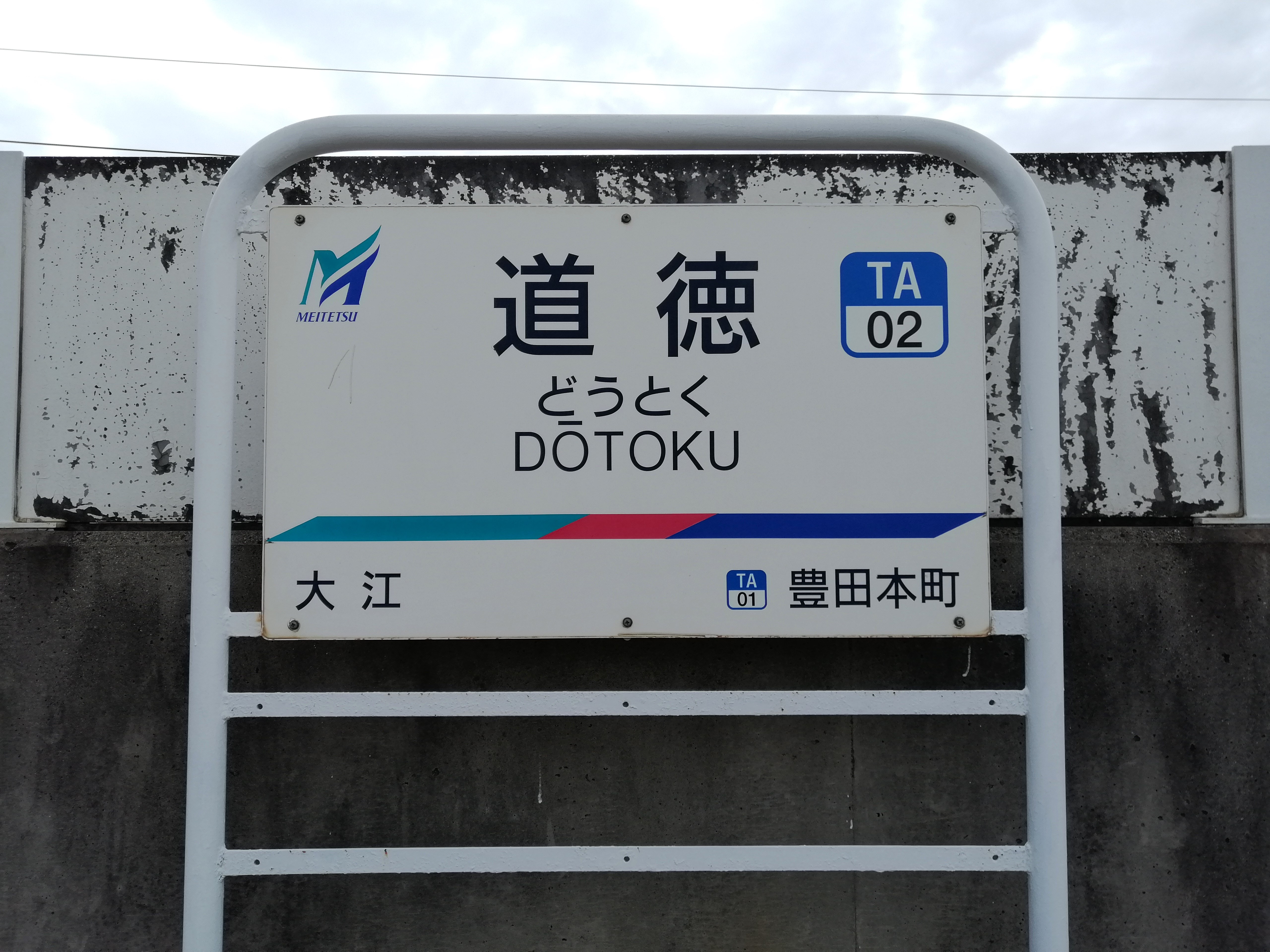
站名牌

### 配線圖
| ← 神宮前、 名古屋方向 | 道德站 構內配線略圖 | → 太田川、 常滑方向 |
| 图例 参考文献：       |                     |                     |

## 相鄰車站
名古屋鐵道
 常滑線
□μ-SKY、□快速特急、■特急、□快速急行、■急行、■準急
通過
■普通
豐田本町（TA01）－道德（TA02）－大江（TA03）

## 外部連結
- 道德 - 名古屋鐵道